# Hawa Dembaya
Hawa Dembaya est une commune rurale malienne, située dans le pays, de la Guïdimaxa, de l'arrondissement de Lontou dans le cercle de Kayes, et dans la région de Kayes. Elle a pour chef-lieu la localité de Médine.

## Géographie
La commune d'étend sur les deux rives du fleuve Sénégal à l'est de la ville de Kayes.
| Liberté Dembaya | Khouloum     | Colimbiné |
| Liberté Dembaya | Hawa Dembaya | Logo      |
| Sadiola         | Sadiola      | Logo      |

## Villages et hameaux
La commune est constituée de 10 villages et 5 hameaux, 10 villages sont relevés lors du recensement général de 2009. 
Les villages les plus peuplés sont :
- Lomba (1 417 habitants) ;
- Fatola (1 299 habitants) ;
- Médine (1 069 habitants) ;
- Lontou (960 habitants) chef-lieu d'arrondissement.

En 2023, la loi 2023-007 attribue à la commune 10 villages, fractions ou quartiers  :
- Kounda
- Mamoudiya
- Lontou
- Médine
- Lomba
- Kegnou
- Fatola
- Lontou-Bangassi
- Botéguékourou
- Kafa

## Politique
| Année | Maire élu             | Parti politique |
| ----- | --------------------- | --------------- |
| 1999  |                       |                 |
| 2004  |                       |                 |
| 2009  | Ibrahim Sarr          | Adéma-Pasj      |
| 2016  | Djibril Makan N’Diaye |                 |

## Culture
La commune rurale du Hawa Dembaya fait partie avec les communes de Kayes et Logo de l'aire culturelle du Khasso.